# Michael J. Sofia
Michael J. Sofia (* 1958) ist ein US-amerikanischer Chemiker in der Medikamentenentwicklung.
Sofia studierte an der Cornell University mit dem Bachelor-Abschluss in Chemie und wurde an der University of Illinois at Urbana-Champaign promoviert. Als Post-Doktorand war er an der Columbia University. Danach arbeitete er für verschiedene Pharmafirmen, darunter Eli Lilly und E. R. Squibb. Er war Vizepräsident für Forschung bei Intercardia Research Labs (früher Transcell Technologies) und Gruppendirektor bei Bristol-Myers-Squibb. 2005 bis 2012 war er Senior Vizepräsident für Chemie bei Pharmasset, die 2012 von Gilead übernommen wurden – danach war er dort Berater. Er war 2012 einer der Gründer und Präsident der Firma OnCore Biopharma (nach Fusion 2015 Arbutus Biopharma), die Hepatitistherapien entwickelt. Er ist dort Chief Scientific Officer. Außerdem ist er Professor am Institute for Hepatitis and Viral Research des Pennsylvania Commonwealth Institute. Seit 2013 ist er Adjunct Professor an der School of Medicine der Drexel University.
2016 erhielt er mit Ralf F. W. Bartenschlager und Charles M. Rice den Lasker~DeBakey Clinical Medical Research Award für Forschung zum Hepatitis-C-Virus. Bartenschlager und Rice gelang die Vermehrung des Hepatitis-C-Virus in Zellkulturen im Labor (Replikon-System), was Sofia in der Medikamentenentwicklung nutzte (Sofosbuvir, entwickelt bei Pharmasset).
Er gehört den Herausgebergremien von Infectious Diorders: Drug Targets, Expert Opinion on Drug Discovery und Organic and Medicinal Chemistry Letters an.
Sofia hält über 30 Patente.